# 두륜산
두륜산(頭輪山)은 전라남도 해남군에 있는 한국의 화강암 산이다. 가련봉(703m), 두륜봉(630m), 고계봉(638m), 노승봉(능허대 685m), 도솔봉(672m), 혈망봉(379m), 향로봉(469m), 연화봉(613m)의 8개 봉우리가 능선을 이루고 있다. 대흥산·대둔산이라고도 부른다.
난대성 상록활엽수와 온대성 낙엽 활엽수들이 숲을 이루고 있어 식물분포 학상 중요한 가치를 지니고 있다. 1979년 12월 26일에 도립공원으로 지정되었다.
정상 부근의 북미륵암에 보물 301호 대흥사 북미륵암삼층석탑이 세워져있는데, 2단의 기단(基壇) 위에 3층의 탑신(塔身)을 세운 모습이다.

## 같이 보기
- 대둔산 (전남)
- 한국의 산
- 대흥사
- 해남군의 지질
- 한국의 화강암